# تونی بنکس
تونی بنکس (انگلیسی: Tony Banks؛ زادهٔ ۲۷ مارس ۱۹۵۰) موسیقی‌دان و نوازندهٔ اهل بریتانیا و از پایه‌گذاران گروه پراگرسیو راک جنسیس است. او کیبوردنواز و از آهنگسازان اصلی گروه بود و به‌همراه مایک رادرفورد تنها اعضایی هستند که در تمام دورهٔ فعالیت جنسیس، همراه گروه بوده‌اند.
مجلهٔ پراگ در جوایز سال ۲۰۱۵ موسیقی پراگرسیو تونی بنکس را «خداوندگار پراگ» (Prog God) نامید و مجلهٔ میوزیک‌رادار او را در رتبهٔ یازدهم از فهرست «برترین کیبوردنوازان تمامی اعصار» جای داده‌است. نام او در سال ۲۰۱۰ به‌عنوان عضوی از گروه جنسیس به تالار مشاهیر راک اند رول وارد شد.